# Palazzo Carafa di Roccella
Il palazzo Carafa di Roccella è un palazzo monumentale ubicato nel quartiere di Chiaia in Napoli.
L'edificio ospita al suo interno il museo di arte contemporanea PAN.

## Storia e descrizione
L'edificio, di fondazione seicentesca, sorse esternamente alle mura della città come villa-masseria. Nel 1667, il proprietario, Francesco di Sangro principe di San Severo, donò la villa-palazzo al cognato, don Giuseppe Carafa che aveva sposato sua sorella Antonia. 
Nel palazzo Ippolita Cantelmo Stuart, moglie di don Vincenzo Maria III Carafa, animò un famoso salotto letterario.
Nel 1717 venne acquistato dal ramo della famiglia Carafa, principi di Roccella e marchesi di Castelvetere e la ristrutturazione fu affidata all'architetto locale di scuola del Vaccaro, Luca Vecchione, che decise di riattare il fabbricato a residenza nobiliare urbana.
I lavori si protrassero per lungo tempo e solo nel 1842 fu completata la facciata in stile neoclassico. La facciata fu ridisegnata secondo i criteri di simmetria e fu affiancata da due corpi bassi destinati a botteghe.
Nell'Ottocento assunse l'aspetto odierno con l'aggiunta del terzo piano, dell'atrio scoperto e dal patio sul giardino; all'epoca il palazzo contava oltre quarantacinque stanze arredate sontuosamente e ricche di dipinti di pregio.
Quando nel 1885 venne aperta la via dei Mille, alcuni locali furono abbattuti ed alcuni edifici minori ed alcune botteghe annesse al palazzo si ritrovarono sul lato opposto della strada.
Dopo lunghi anni di abbandono, nel 1964 l'imprenditore Mario Ottieri tentò di demolirlo per sostituirlo con uno dei suoi palazzoni che aveva già eretto per tutta la città, tuttavia non riuscendoci per la fiera opposizione dei residenti, anche se nella notte del 10 maggio furono distrutti tutti gli stucchi della facciata nonché il portale in piperno.
Nel 1984 il comune decise di acquisirlo cosa che avvenne effettivamente otto anni dopo un lungo contenzioso, per farne la sede per Centro di documentazione per le arti contemporanee. Recentemente il fabbricato è stato sottoposto a restauro con un esborso da parte delle istituzioni di oltre 20 milioni di euro. Una cifra notevole che si giustifica con gli interventi di protezione e di contenimento statico della struttura in ottemperanza dei parametri anti-sismici richiesti dall'ufficio tecnico.
Il piano di restauro terminò venti anni dopo (2004) con la ridenominazione dell'immobile in palazzo delle Arti di Napoli (semplicemente conosciuto con l'acronimo di PAN): il palazzo fu aperto al pubblico il 26 marzo. Furono nominati in sequenza due direttori internazionali, Roland Hagi e Giulia Draganovic in una prima stagione felice in cui la città, che non aveva mai avuto un museo di arte contemporanea, superando un'antica diffidenza, si metteva in pari con le maggiori capitali dell'arte contemporanea: aprendo quasi contemporaneamente due muse: il Madre, Fondazione Donna regina,  e il Pan, Palazzo delle arti. L'entusiasmo durerà pochi anni. Ora, il PAN, divenuto sede dell'assessorato alla cultura del Comune di Napoli, è derubricato, da Museo - centro di documentazione delle arti visive in complesso di sale per esposizioni a domanda, senza direzione artistica, dove non è rintracciabile alcuna linea culturale. Da tempo si parla di nuovi progetti di rilancio che per ora non hanno prodotto cambiamenti.

## Galleria d'immagini

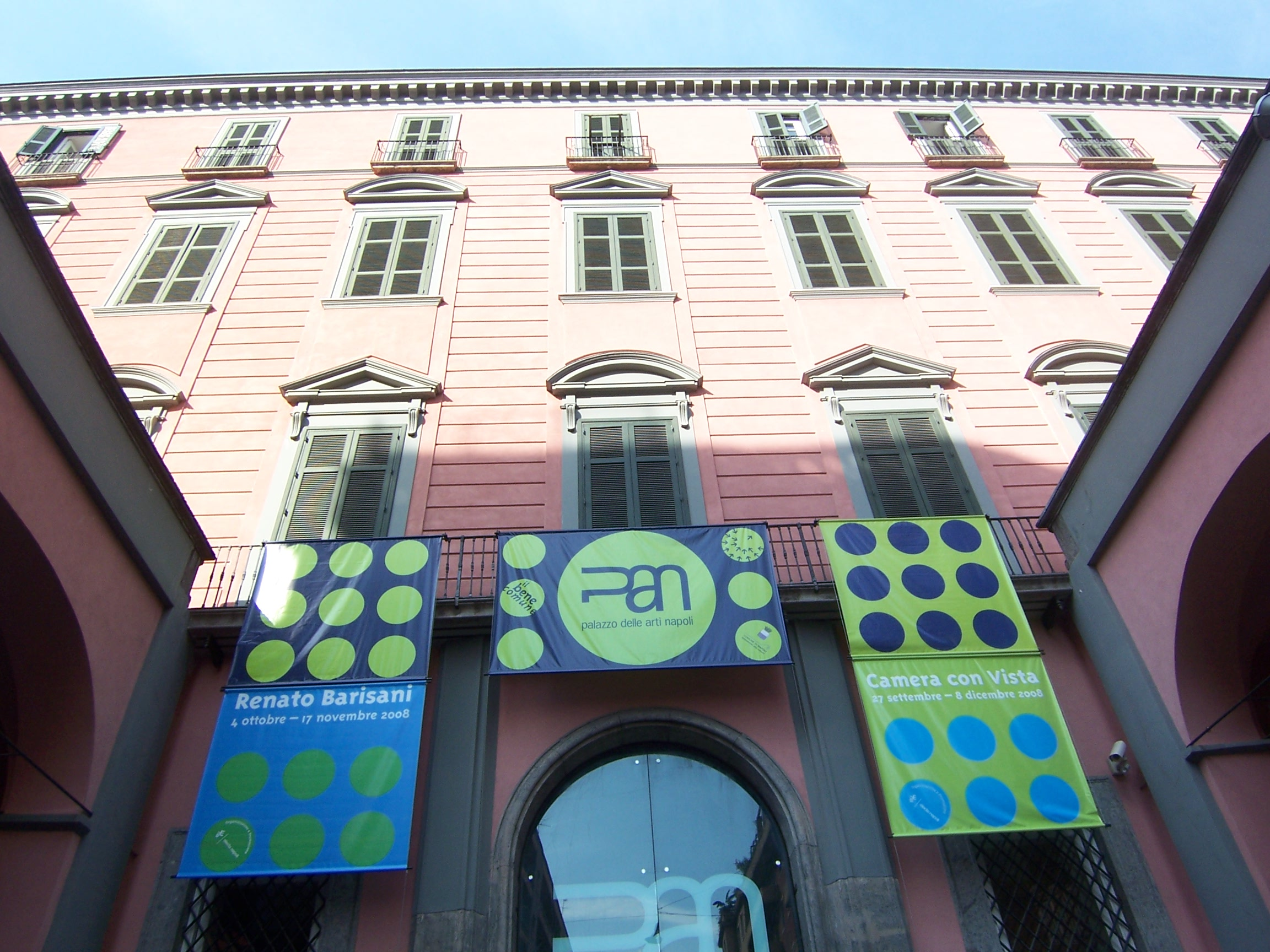
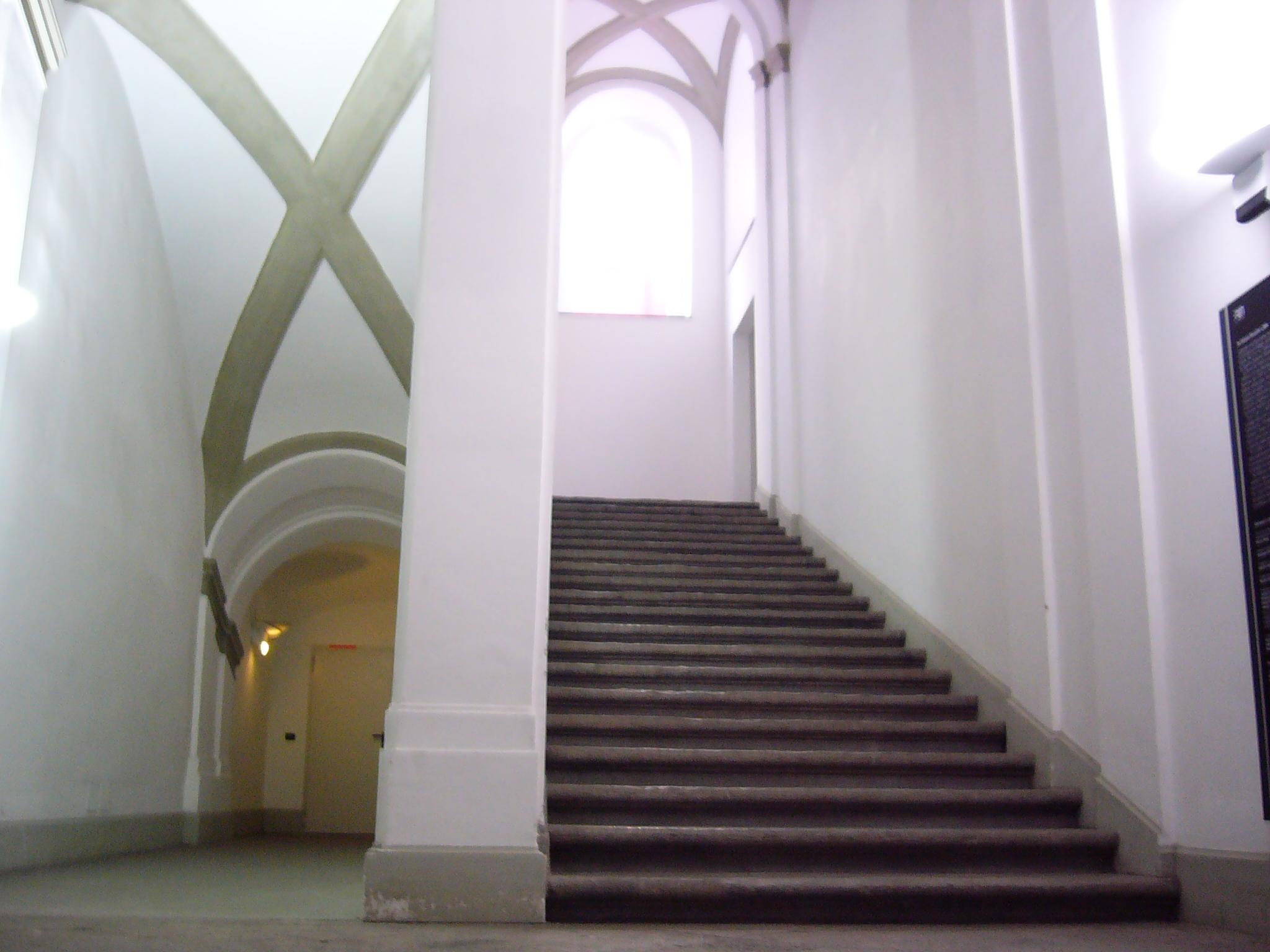
Scalone d'onore
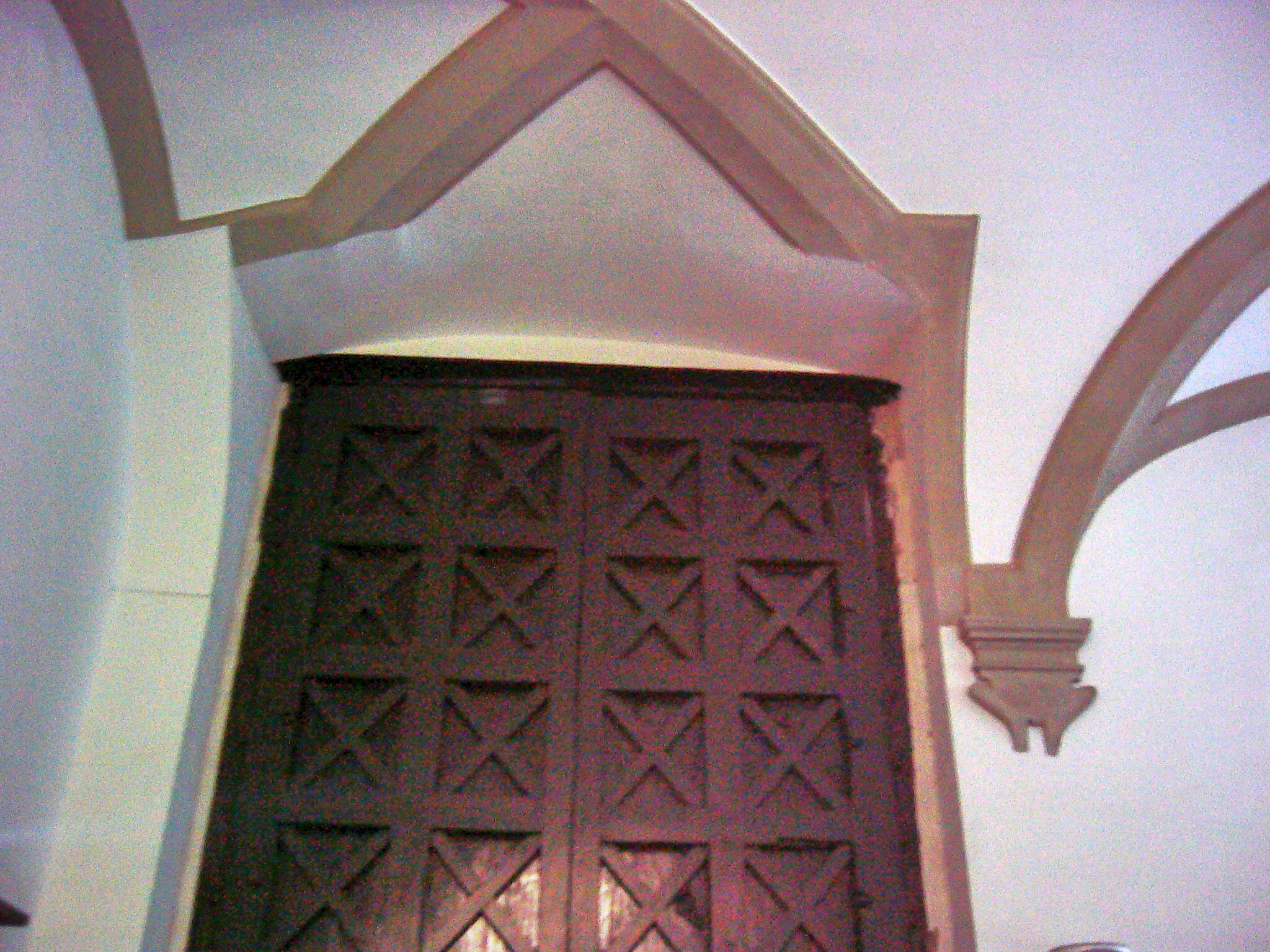
Retro del portone